# Sarah Wynter
Sarah Wynter (Newcastle, 15 de febrero de 1973) es una actriz australiana, que ha participado en producciones de televisión estadounidenses como 24, Windfall y Flight of the Conchords.

## Carrera
Interesada en iniciar una carrera como actriz, Wynter se trasladó a Estados Unidos y se radicó en la ciudad de Nueva York para estudiar arte dramático. Inicialmente apareció en el episodio piloto de la reconocida serie Sex and the City. Poco tiempo después integró el reparto de la serie de televisión 24. Wynter interpretó el papel de Kate Warner y apareció en 24 episodios de la serie. Acto seguido obtuvo un rol destacado en la serie La zona muerta y protagonizó el seriado Windfall en 2006.
Ha figurado en otras series como Californication, Flight of the Conchords, Blue Bloods y Law & Order: Special Victims Unit.
Su primera película fue Species 2, en la que interpretó a la pareja del astronauta Patrick Ross. Dos años después apareció en la cinta de ciencia ficción The 6th Day junto con Arnold Schwarzenegger y en Lost Souls con Winona Ryder, además de registrar apariciones en varias películas independientes.